# Kacsó Sándor-díj
A Kacsó Sándor-díj az Erdélyi Magyar Közművelődési Egyesület 1992-ben alapított díja a romániai magyar publicisztika terén kiemelt minőséget képviselők számára.

## A díj
A díjat lapszerkesztőknek, közíróknak adják az erdélyi magyarság érdekében végzett kiemelkedő publicisztikai tevékenységért, valamint az önismeretet erősítő, minőségi művelődési életet ösztönző újságírói munkáért. A díj névadója Kacsó Sándor (1901–1984), író, szerkesztő, közíró, az erdélyi magyarság és a román nép építő együttélésének szorgalmazója.

## Díjazottak[2]
- A díjat 2002-től nem adták ki
- 2001: Papp Sándor Zsigmond
- 2000: Tibori Szabó Zoltán
- 1999 Farkas Árpád
- 1998: Gálfalvi Zsolt
- 1997: Ágoston Hugó
- 1996: Szabó Zsolt
- 1995-ben nem adták ki
- 1994: Cseke Péter